# ساشا پیووارووا
ساشا پیووارووا (روسی: Aлeкcaндрa "Саша" Игoрeвнa Пивоварова؛ زادهٔ ۲۱ ژانویهٔ ۱۹۸۵) یک مانکن اهل روسیه است.